# Leioproctus rugatus
Leioproctus rugatus är en biart som först beskrevs av Urban 1995.  Leioproctus rugatus ingår i släktet Leioproctus och familjen korttungebin. Inga underarter finns listade i Catalogue of Life.